# Kabil
Kabil (arab. قابيل, Qābīl) – w mitologii arabskiej człowiek, który stworzył wizerunki bóstw.
Kabil pochodził z plemienia Banu. Jego historia podana została w dziele Ibn al-Kalbiego.
Początek tej opowieści rozgrywa się jeszcze przed potopem, a więc między czasami, w których żył Adam, a czasem Noego. Wedle Ibn al-Kalbiego żyli wtedy na Ziemi wielce cnotliwi mężowie, bardzo pobożni. Nosili oni imiona Jaghut, Ja'uk i Nasr. Traktowano ich z uznaniem i szacunkiem. Gdy odeszli, ich rodziny pogrążyły pogążyły się w żałobie po stracie znamienitych bliskich. Wtedy właśnie przyszedł do nich Kabil. Zaproponował rodzinom, że utworzy posągi ich zmarłych krewnych. Rodziny prawych mężów przystały na propozycję. Kabil sporządził więc rzeźby przedstawiające Jaghuta, Ja'uka i Nasra. Posągom tym zaczęto oddawać cześć przynależną ludziom, których przedstawiały.
Mijały lata. W końcu wymarli już ludzie, którzy pamiętali czcigodnych mężów za życia. Pozostały po nich tylko posągi, którym w dalszym ciągu oddawano cześć. W dalszym ciągu obchodzono wokoło rzeźby. Zwyczaj ten trwał. Z biegiem czasu zmieniały się pokolenia, ale cały czas oddawano cześć posągom, nie znając tych, których przedstawiały. W ten sposób zrodził się kult tych posągów. Otoczono je w końcu czcią boską. W ten sposób Ibn al-Kalbi wyjaśnia pojawienie się kultu Jaghuta, Ja'uka i Nasra, w rzeczywistości bóstw sprzed czasów islamu, wypartych przez religię Mahometa.